# Andrew Adamson
Andrew Adamson (ur. 1 grudnia 1966 w Auckland) – nowozelandzki reżyser, producent i scenarzysta.
Początkowo pracował jako specjalista od efektów specjalnych, między innymi przy filmach Zabaweczki (1992) Barry’ego Levinsona, Batman Forever (1995), Czas zabijania (1996) oraz Batman i Robin (1997) – wszystkie trzy w reżyserii Joela Schumachera. Był współreżyserem i współscenarzystą Shreka oraz Shreka 2. W obu filmach o zielonym ogrze użyczył głosu epizodycznym postaciom: w pierwszej części maskotce w Duloc, w drugiej – kapitanowi gwardii. Do pierwszego Shreka napisał też piosenkę Merry Men. Jest również reżyserem takich filmów jak Opowieści z Narnii: Lew, czarownica i stara szafa oraz Opowieści z Narnii: Książę Kaspian.

## Filmografia

### Reżyseria
- 2008: Opowieści z Narnii: Książę Kaspian
- 2005: Opowieści z Narnii: Lew, czarownica i stara szafa
- 2004: Shrek 2
- 2001: Shrek
- 2001: Karaoke Shreka z bagien

### Scenariusz
- 2008: Opowieści z Narnii: Książę Kaspian
- 2005: Opowieści z Narnii: Lew, czarownica i stara szafa
- 2004: Shrek 2

### Produkcja
- 2010: Opowieści z Narnii: Podróż Wędrowca do Świtu
- 2008: Opowieści z Narnii: Książę Kaspian
- 2008:  Balast
- 2007: Shrek Trzeci
- 2005: Opowieści z Narnii: Lew, czarownica i stara szafa